# Pseudounka modesta
Pseudounka modesta är en insektsart som beskrevs av Andrej Vasiljevitj Gorochov 2008. Pseudounka modesta ingår i släktet Pseudounka och familjen syrsor. Inga underarter finns listade i Catalogue of Life.